# Kasper Asgreen
Kasper Asgreen (Kolding, 8 februari 1995) is een Deens wielrenner die sinds 2025 voor de ploeg EF Education-EasyPost rijdt.

## Carrière
In april 2016 werd Asgreen derde in de GP Viborg, achter Johim Ariesen en Andreas Jeppesen. Twee weken later werd Asgreen met zijn ploeggenoten derde in de teamproloog van de Ronde van Berlijn. In het eindklassement werd de Deen derde, achter de ploeggenoten Rémi Cavagna en Maximilian Schachmann. In de Paris-Arras Tour wist Asgreen, met een voorsprong van vijf punten op Peter Lenderink, het bergklassement te winnen. Vijf dagen later werd hij achter Mads Würtz Schmidt, die het parcours dertien seconden sneller aflegde, tweede op het nationale kampioenschap tijdrijden voor beloften. In juni nam hij deel aan het nationale kampioenschap tijdrijden bij de eliterenners, waar hij derde wist te worden. Würtz Schmidt, die hem versloeg bij de beloften, was ruim twee minuten langzamer dan Asgreen en werd zevende. Op het wereldkampioenschap werd Asgreen vijfde in de beloftentijdrit.
In april 2017 won hij in eigen land de GP Viborg, waar hij Jonas Vingegaard versloeg in een sprint-à-deux. Twee weken later won hij het nationale kampioenschap tijdrijden voor beloften. In juni nam hij deel aan het nationale kampioenschap tijdrijden voor eliterenners, waar enkel Martin Toft Madsen sneller was. Op het Europese kampioenschap won Asgreen de tijdrit voor beloften, voor landgenoot Mikkel Bjerg en Corentin Ermenault uit Frankrijk. In de Ronde van de Toekomst won hij de eerste etappe, waarna hij de leiderstrui pas in de vijfde etappe verloor. In september werd hij op het wereldkampioenschap zevende, op ruim anderhalve minuut van winnaar Bjerg. Later die maand werd hij, samen met Niklas Larsen, zesde in de Duo Normand.
In februari 2018 werd Asgreen zesde in de Trofeo Laigueglia, bij afwezigheid van de Grote Prijs van de Etruskische Kust de opening van het Italiaanse wielerseizoen. Een maand later won hij de eerste rit in lijn van de Istrian Spring Trophy, waardoor hij de leiderstrui overnam van Nils Eekhoff. Eind maart werd bekend dat Asgreen per direct de overstap zou maken naar Quick-Step Floors. Zijn debuut maakte hij in de Scheldeprijs, waar hij zijn ploeggenoot Fabio Jakobsen aan de zege hielp.
Bij zijn debuut in de Ronde van Vlaanderen wordt Asgreen tweede, nadat hij in de laatste 50 kilometer van de koers vrijwel constant voorop heeft gereden. In de slotfase krijgt hij vervolgens een vrijgeleide van de tweede groep en weet hij achter Alberto Bettiol naar de tweede plaats te soleren.
In 2019 wordt hij Deens kampioen tijdrijden. Hij was 24 seconden sneller dan Martin Toft Madsen.
In de jaren nadien ontpopt de Deen zicht tot een succesvol klassiekerrenner. Met name in de Vlaamse klassiekers doet Asgreen het goed. Zo volgt onder meer winst in Kuurne-Brussel-Kuurne. De echte doorbraak volgt in 2021, alwaar hij zijn definitieve doorbraak viert met winst in 'Vlaanderens mooiste'. Na ruim 250 kilometer koers troeft de Deen titelverdediger Mathieu van der Poel af in de sprint.
In 2023 won Asgreen zijn eerste etappe in de Ronde van Frankrijk. Hij won op zeer verrassende wijze de 18e etappe, in Bourg-en-Bresse, door als onderdeel van de vroege vlucht de sprinters en zijn medevluchters, waaronder Pascal Eenkhoorn (2e) voor te blijven aan de finish.

## Belangrijkste overwinningen

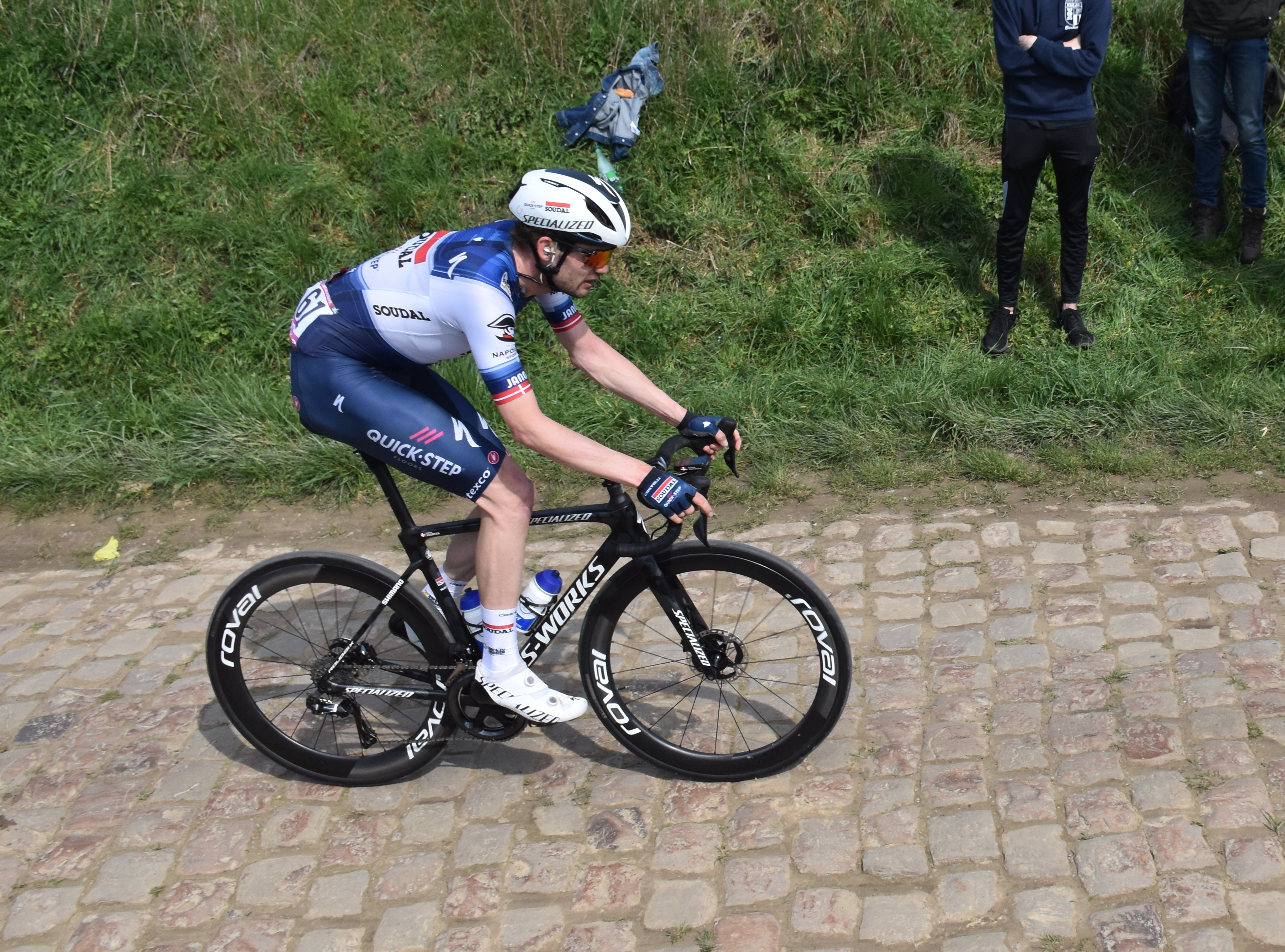
Paris-Roubaix 2023 - Secteur pavé de Quiévy à Saint-Python - N° 61 Kasper Asgreen.

2016
Bergklassement Paris-Arras Tour
2017
GP Viborg
 Deens kampioen tijdrijden, Beloften
 Europees kampioen tijdrijden, Beloften
1e etappe Ronde van de Toekomst
2018
1e etappe Istrian Spring Trophy
2019
2e etappe Ronde van Californië
Puntenklassement Ronde van Californië
 Deens kampioen tijdrijden, Elite
3e etappe Ronde van Duitsland
2020
Kuurne-Brussel-Kuurne
 Deens kampioen op de weg, Elite
 Deens kampioen tijdrijden, Elite
2021
E3 Saxo Bank Classic
Ronde van Vlaanderen
4e etappe (ITT) Ronde van de Algarve
 Deens kampioen tijdrijden, Elite
2023
Bergklassement Ronde van de Algarve
 Deens kampioen tijdrijden, Elite
18e etappe Ronde van Frankrijk
5e etappe Ronde van Slowakije
2025
14e etappe Ronde van Italië

### Resultaten in voornaamste wedstrijden
| Jaar | Ronde van Italië | Ronde van Frankrijk | Ronde van Spanje |
| ---- | ---------------- | ------------------- | ---------------- |
| 2018 |                  |                     | 134e             |
| 2019 |                  | 122e                |                  |
| 2020 |                  | 114e                |                  |
| 2021 |                  | 64e                 |                  |
| 2022 |                  | opgave              |                  |
| 2023 |                  | 87e (1)             |                  |
| 2024 |                  |                     | 120e             |
| 2025 | 115e (1)         | 91e                 |                  |

| Jaar | Milaan-San Remo | Gent-Wevelgem | Ronde van Vlaanderen | Parijs-Roubaix | Amstel Gold Race | Luik-Bast.‑Luik | Ronde van Lombardije | Kuurne-Brussel-Kuurne | Strade Bianche | E3 Saxo Classic |  | WK op de weg |  | Wereldranglijsten |
| ---- | --------------- | ------------- | -------------------- | -------------- | ---------------- | --------------- | -------------------- | --------------------- | -------------- | --------------- |  | ------------ |  | ----------------- |
| 2018 |                 |               |                      |                |                  |                 | opgave               |                       |                |                 |  | 52e          |  | 400e (UWT)        |
| 2019 |                 |               | ↑                    | 50e            |                  |                 |                      | 31e                   |                | 48e             |  | opgave       |  | 58e (UWR)         |
| 2020 | 72e             | 11e           | 13e                  |                |                  |                 |                      | ↑                     | opgave         |                 |  |              |  | 58e (UWR)         |
| 2021 | 99e             |               | ↑                    | 68e            |                  |                 |                      | 34e                   | 25e            | ↑               |  | opgave       |  |                   |
| 2022 |                 | 32e           | 23e                  | 44e            | 6e               |                 |                      | 84e                   | ↑              | 10e             |  |              |  |                   |
| 2023 | 36e             | 93e           | 7e                   | opgave         |                  |                 |                      |                       |                | 51e             |  | opgave       |  |                   |
| 2024 | 16e             | 54e           | 47e                  | 88e            |                  |                 |                      | 88e                   | 40e            | 78e             |  | opgave       |  |                   |
| 2025 |                 |               |                      | 61e            |                  | 117e            |                      | 90e                   |                |                 |  |              |  |                   |

### Resultaten in kleinere rondes
| Jaar | Parijs-Nice | Tirreno-Adriatico | Ronde van Californië | Ronde van Romandië | Critérium du Dauphiné | Ronde van Zwitserland | Benelux Tour |
| ---- | ----------- | ----------------- | -------------------- | ------------------ | --------------------- | --------------------- | ------------ |
| 2018 |             |                   | 33e                  |                    |                       |                       |              |
| 2019 |             | 60e               | ↑ (1)                |                    |                       | 70e                   |              |
| 2020 | 30e         |                   |                      |                    | 99e                   |                       |              |
| 2021 |             | 58e               |                      |                    | 73e                   |                       | 12e          |
| 2022 |             | 88e               |                      |                    |                       | opgave                |              |
| 2023 | opgave      |                   |                      |                    |                       | 76e                   | 101e         |
| 2024 |             | 52e               |                      | 74e                |                       |                       |              |
| 2025 | opgave      |                   |                      | 84e                |                       |                       |              |

(*) tussen haakjes aantal individuele etappeoverwinningen

## Ploegen
- 2015 –  MLP Team Bergstraße
- 2016 –  Team Virtu Pro-Veloconcept[4]
- 2017 –  Team Virtu Cycling[5]
- 2018 –  Team Virtu Cycling (tot 2 april)
- 2018 –  Quick-Step Floors (vanaf 3 april)
- 2019 –  Deceuninck–Quick-Step
- 2020 –  Deceuninck–Quick-Step
- 2021 –  Deceuninck–Quick-Step
- 2022 –  Quick Step-Alpha Vinyl
- 2023 –  Soudal-Quick Step
- 2024 –  Soudal-Quick Step
- 2025 –  EF Education-EasyPost

Andersen · Asgreen · Egholm · Fløtten · Guldhammer · Honoré · Jeppesen · Kamp · Krigbaum · Langballe · Larsen · Schultz · Veyhe
Alaphilippe · Asgreen · Capecchi · Cavagna · De Plus · Declercq · Devenyns · Gaviria · Gilbert · Hodeg · Jakobsen · Jungels · Keisse · Knox · Lampaert · Martinelli · Mas · Mørkøv · Narváez · Richeze · Sabatini · Schachmann  · Sénéchal · Serry · Štybar · Terpstra · Vakoč · Viviani
Alaphilippe · Asgreen · Capecchi · Cavagna · Declercq · Devenyns · Evenepoel   · Gilbert · Hodeg · Honoré · Jakobsen · Jungels · Keisse · Knox · Lampaert · Martinelli · Mas · Mørkøv · Richeze · Sabatini · Sénéchal · Serry · Štybar · Vakoč · Viviani 
Alaphilippe  · Almeida · Archbold · Asgreen · Bagioli · Ballerini · Bennett · Cattaneo · Cavagna · Declercq · Devenyns · Evenepoel   · Garrison · Hodeg · Honoré · Jakobsen · Jungels · Keisse · Knox · Lampaert · Masnada · Mørkøv · Sénéchal · Serry · Steels · Steimle · Štybar · Van Lerberghe · Quinn (stagiair) · Vansevenant (stagiair)
Alaphilippe  · Almeida · Archbold · Asgreen · Bagioli · Ballerini · Bennett · Cattaneo · Cavagna · Cavendish · Černý · Declercq · Devenyns · Evenepoel · Garrison · Hodeg · Honoré · Jakobsen · Keisse · Knox · Lampaert · Masnada · Mørkøv · Sénéchal · Serry · Steels · Steimle · Štybar · Van Lerberghe · Vansevenant · Osborne (stagiair) · Van Tricht (stagiair)
Alaphilippe  · Asgreen · Bagioli · Ballerini · Cattaneo · Cavagna · Cavendish · Černý · Declercq · Devenyns · Evenepoel  · Honoré · Jakobsen  · Keisse · Knox · Lampaert · Masnada · Mørkøv · Schmid · Sénéchal · Serry · Steels · Steimle · Štybar · Svrček (vanaf 1/7) · Van Lerberghe · Van Tricht · Van Wilder · Vansevenant · Vernon · Vervaeke · Raccani (stagiair)
Alaphilippe · Asgreen · Bagioli · Ballerini · Cattaneo · Cavagna · Černý · Declercq · Devenyns · Evenepoel    · Hirt · Jakobsen  · Knox · Lampaert · Masnada · Merlier · Mørkøv · Pedersen · Schmid · Sénéchal · Serry · Steimle · Svrček · Van Lerberghe · Van Tricht · Van Wilder · Vansevenant · Vernon · Vervaeke
Alaphilippe · Asgreen · Bastiaens · Cattaneo · Černý · Evenepoel      · Gelders · Hirt · Huby · Knox · Lampaert · Lamperti · Landa · Lecerf · Magnier · Masnada · Merlier · Moscon · Pedersen · Reinderink · Serry · Svrček · Van Lerberghe · Van Wilder · Vangheluwe · Vansevenant · Vervaeke · Warlop